# Font pública (Sanaüja)
La Font pública del municipi de Sanaüja (Segarra) és una de les obres d'aquest municipi que formen part de l'Inventari del Patrimoni Arquitectònic de Catalunya.

## Descripció
Font ornamental adossada a la façana d'ingrés de l'església parroquial de Santa Maria de Sanaüja. Aquesta font s'estructura sobre un peu troncoprismàtic, a manera de capitell, decorat amb volutes i motius vegetals. Per sobre, es disposa una pica rectangular amb brocal el·líptic. L'aigua de la font surt mitjançant una aixeta situada al centre d'una creu de Malta esculpida sobre un plafó de pedra. Aquesta plafó se'ns presenta emmarcat amb sendes volutes i coronat per una estructura romboïdal. Destaquem la inscripció incisa sobre el plafó, damunt de la creu esculpida, on ens apareix la data "1959". L'obra està realitzada amb pedra picada.